# Drägerwerk
Drägerwerk en Lübeck, Alemania es una empresa que desarrolla, produce y comercializa equipos y sistemas para aplicaciones médicas, de seguridad y buceo.

## Historia de la empresa
La empresa fue fundada en Lübeck en 1889 como Dräger & Gerling por J. Heinrich Dräger y Carl Adolf Gerling. [2] Se obtuvo la primera patente para un dispositivo de reducción para usar dióxido de carbono para dispensar cerveza. En 1902, el hijo de Heinrich Dräger, Bernhard, entró en la dirección; a partir de entonces, la empresa pasó a llamarse Drägerwerk Heinr und Bernh Dräger. Dräger fue desde el principio una de las empresas líderes en sistemas de protección respiratoria, para ser utilizadas por bomberos, mineros, soldados y buzos. Desde 1970, Drägerwerk es una sociedad anónima, o Aktiengesellschaft (AG) en alemán.
En 2003, la división aeroespacial se vendió a Cobham plc. En julio de 2006, se anunció que Draeger Aerospace GmbH había sido adquirida por B / E Aerospace, Inc . [4]
Como resultado de la pandemia de COVID-19, la demanda de ventiladores Draeger se disparó. En febrero de 2020, la capacidad de producción se duplicó y se duplicará nuevamente (a partir de marzo de 2020). El gobierno federal alemán encargó a la empresa 10.000 dispositivos, que debían entregarse en el transcurso de 2020. Al final, solo se entregaron 1.557 dispositivos y el resto se canceló. Una parte aún mayor de la producción se vende al exterior. Además, se duplicó la producción de mascarillas respiratorias. [5] Según un artículo del New York Times, Xavier Becerra (quien fue nombrado por el entonces presidente electo Joseph R. Biden Jr. como su nominado para el Secretario de Salud y Servicios Humanos en los Estados Unidos), hizo la declaración de que planean pedir aproximadamente 1 millón de ventiladores médicos una vez que asuma el cargo. En el transcurso de esta declaración, nombró a Dräger entre los proveedores potenciales, con respecto a la lucha contra el Covid 19. [6]

### Cronología y principales productos
- 1904: Equipo respiratorio para propósitos médicos

- 1907: "Salva-buzos" para tripulaciones de submarinos

- 1912: Casco para buceo sin manguera. Eleva la seguridad del buzo ya que la ausencia de manguera evita los problemas de rotura y estrangulamiento.

- 1914: Experimentos de buceo profundo en un simulador de buceo permiten la creación de una tabla de descompresión.

- 1926: "Salva-bañadores" para el salvamento de nadadores.

- 1953: Tubo de control de alcohol, desarrolló un equipo de circulación de oxígeno para uso militar Subteniente Lund II

- 1969: Construcción de un laboratorio submarino cerca de la Isla Helgoland

- 2003: Joint venture con Siemens AG

- 2004: Adquisición de Air-Shields

### Sede y nombre
La sede de la firma está en Lübeck, Alemania donde fue fundada inicialmente como Dräger & Gerling por J. Heinrich Dräger y Carl Adolf Gerling en 1889. En 1902 el hijo de Heinrich Dräger, Bernhard, como director, propuso el cambio de nombre a Drägerwerk Heinr. und Bernh. Dräger. De 1928 a 1986 fue dirigida por Heinrich Drägery. Desde 1970 Drägerwerk es una sociedad anónima (S.A.). En 2003 se vendieron las divisiones aeronáutica y espacial a la sociedad Cobham plc.

### Informaciones financieras
Los ingresos en el ejercicio 2004 fueron de 1,5 mil millones de euros y dieron empleo a 10 000 personas en casi 190 países.
El director general es Stefan Dräger desde el 1 de julio de 2005.

## Divisiones
- Dräger Medical AG & Co. KG es uno de los fabricantes líderes mundiales de equipos médicos. La empresa ofrece productos, servicios y soluciones integradas CareArea™ en todo el proceso del cuidado del paciente —desde urgencias, preoperatorios, críticos, perinatales y domiciliarios-. Como división más grande de Drägerwerk AG, Dräger Medical AG & Co. KG es una empresa participada (joint venture) entre Drägerwerk AG (75%) y Siemens AG (25%). Dräger Medical, cuyas oficinas principales están en Lübeck, Alemania, tiene unos 6000 empleados en todo el mundo, la mitad de los cuales trabajan en servicios y ventas al cliente. I+D y Producción se encuentran en Lübeck, Alemania; Best, Países Bajos; Telford, Pensilvania y Danvers, Massachusetts, EE. UU., así como en Shanghái, China. La empresa tiene sucursales de ventas y servicios en casi 50 países incluido Argentina y tiene representación en más de 190.

- Dräger Safety AG & Co. KGaA se dedica a la distribución de productos de seguridad industrial, destinados a enfrentarse a las situaciones de peligro, analizando las áreas contaminadas y protegiendo a personas e instalaciones frente a los contaminantes encontrados.En Argentina  la empresa se ubicada en San Isidro, Buenos Aires.